# Pterocheilus trachysomus
Pterocheilus trachysomus är en stekelart som beskrevs av Richard Mitchell Bohart 1940. Pterocheilus trachysomus ingår i släktet palpgetingar, och familjen Eumenidae. Inga underarter finns listade i Catalogue of Life.